# ウィリアム・パターソン大学
ウィリアム・パターソン大学（The William Paterson University of New Jersey）は、アメリカ合衆国ニュージャージー州のウェインに本部を置く州立大学である。学生数は学部生9,179人、大学院生1,640人である。

## キャンパス

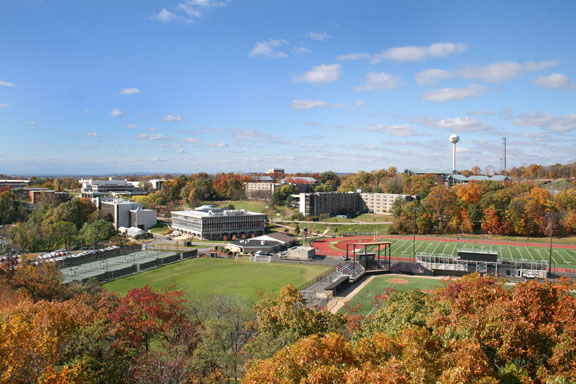
キャンパスの風景

ウェインの東部に約150ヘクタールのキャンパスを持っている。森や湿地に隣接しており自然豊かな環境にある。ニューヨーク市からは西に32キロメートルほどである。

## 歴史
大学はパターソン市立師範学校（Paterson City Normal School）として1855年に創立された。以来、1世紀以上にわたって教師の育成に力を注いでいる。1951年に現在のキャンパスに移転し、パターソン州立教育大学と改称した。当地は元々、第24代副大統領のギャレット・ホーバートが所有するエルサ農場であり、大学移転の3年前に州が買い取った土地である。ホーバート家が夏季に滞在していた屋敷があり、現在の学長舎も「ホーバート館（英語 Hobart Manor）」と呼ばれている。ホーバート館は1976年に国定歴史建造物に指定された。1971年に、アメリカ合衆国憲法の署名者であり州選出の上院議員でもあったウィリアム・パターソンの名前を冠し、ウィリアム・パターソンカレッジ（英語 William Paterson College）と改称し、教員育成機関からより広範囲なリベラル・アーツ・カレッジに移行した。また1997年6月に、高等教育委員会の達しにより、CollegeからUniversityに昇格した。2010年8月には前シティグループ取締役のKathleen Waldronの第7代学長就任が予定されている。

## 学部
比較的小規模なクラスを提供している。平均のクラスサイズは20名である。教員の90％以上は博士号を保持している。アカデミックカレンダーはセメスター制を採用している。2008年は入学を希望した者の63.5％が入学を許可された。2009-2010の年間授業料は、州在住者$10,838、州外在住者・外国人は$17,592である。

## 学部課程

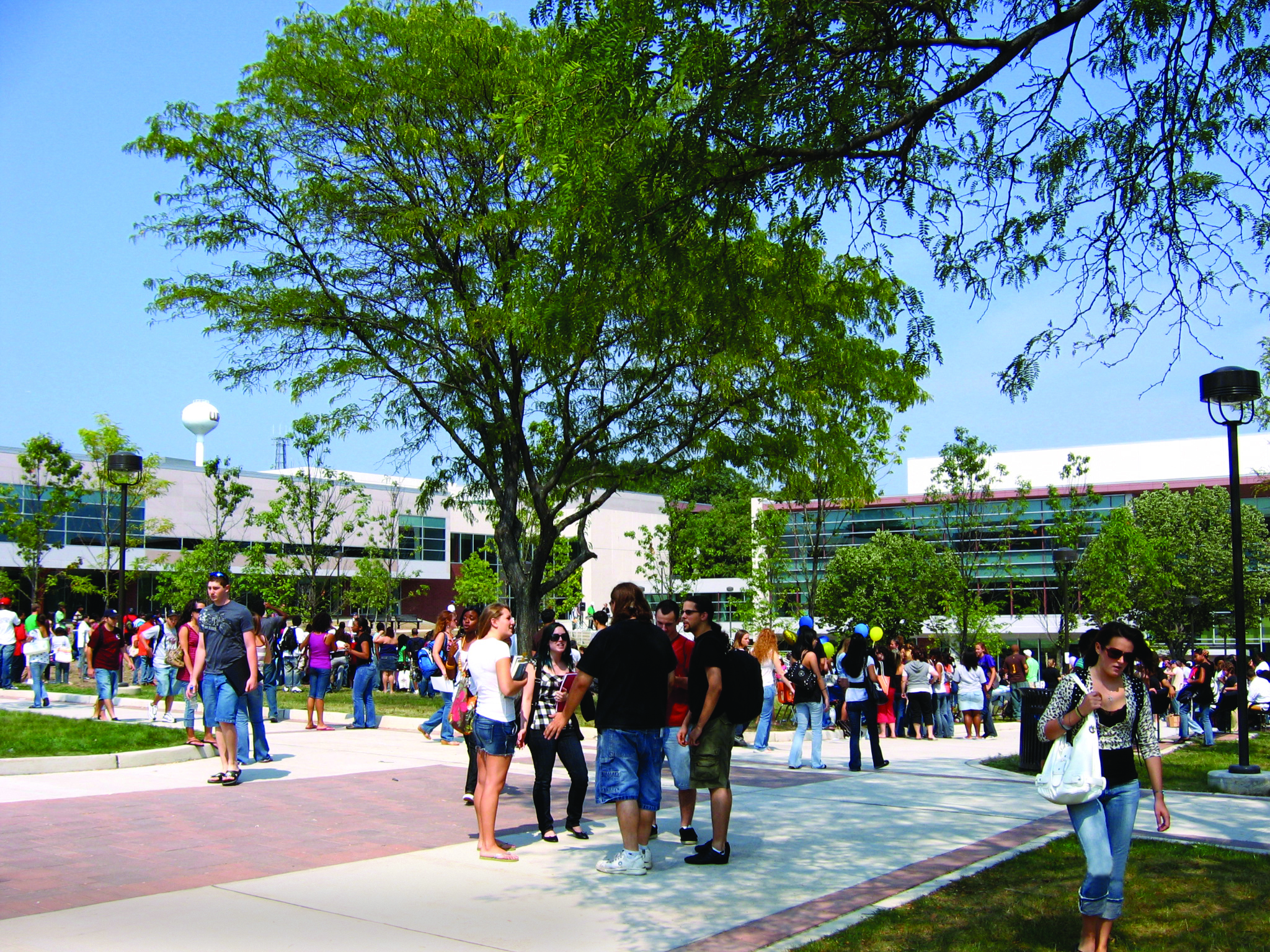
ユニバーシティコモンズ

- 文学士号 (B.A.) は以下の専攻科目に与えられる：African/African American/Caribbean studies, Anthropology, Art, Art history, Asian studies, Communication, Communication disorders, Early childhood education, Earth science, Economics, Elementary education, English, French and Francophone studies, Geography, History, Latin American and Latino studies, Liberal studies, Music, Philosophy, Political science, Psychology, Secondary education, Sociology, Spanish, Women and Gender studies。
- 理学士号 (B.S.) は以下の専攻科目に与えられる：Accounting, Applied health, Athletic training, Biology, Biotechnology, Business administration, Chemistry, Computer science, Environmental science, Exercise science, Mathematics, Physical education, Professional sales, Public health。
- 他に、Fine arts, Music 専攻の者には美術学士号 (B.F.A.)、Nursing 専攻の者には看護理学士号(B.S.N.)が与えられる。
- Accounting, Elementary education, English, Nursingなどが人気のある専攻とされている。

## 大学院
- 文学修士 (M.A.) は以下の専攻科目に与えられる：Applied sociology, Clinical and counseling psychology, English, History, Professional communication, Public policy and international affairs。
- 理学修士 (M.S.) は以下の専攻科目に与えられる。Biology, Biotechnology, Communication disorders, Exercise and sports studies, Nursing。
- 美術学修士 (M.F.A.) は以下の専攻科目に与えられる：Art, Creative and professional writing。
- 音楽学修士 (M.M.) は以下の専攻科目に与えられる：Music education, Jazz studies, Music management。
- 経営学修士 (M.B.A.) は以下の専攻科目に与えられる：Accounting, Entrepreneurship, Finance, Marketing, Music management。
- 教育学修士 (M.Ed.) は以下の専攻科目に与えられる：Curriculum and learning, Educational leadership, Literacy, Professional counseling, Special education, Elementary education。

## スポーツ
NCAAの3部、Eastern College Athletic Conferenceに所属している。野球とソフトボールは良い成績を残している。全てのスポーツチームには、パイオニアーズ Pioneers というチーム名がついている。

## 留学生の受け入れ
外国籍の者が新入生として入学するには、米国の高校卒業と同等の資格が必要である。かつ、どの大学にも入学したことがない者が対象となる。他に提出が必要なものとしては、留学の目的を記述したエッセイまたはステートメント、更にTOEFLのスコアの提出が必要で、志願時には80点以上が必須となる（かつてのPaper-Based Testingのスコアで550点以上）。また、留学ビザ取得の申請を行うため、あらかじめ専攻を決めなければならない。大学には付属のESL Programはない。日本人留学生の数は非常に少ない。

## 主な卒業生
- クリストス・コツァコス - 元E*TRADEグループCEO。
- トム・フィッツジェラルド - ジャーナリスト エミー賞受賞。
- ロブ・フサーリ - 音楽プロデューサー。レディ・ガガへの楽曲提供でグラミー賞受賞。
- ホレース・ジェンキンス - 元NBA選手。
- ダン・パスカ - 元メジャーリーガー。
- クリントン・ウィーラー - 元NBA選手。

## 関係項目
- ウィリアム・パターソン - アメリカ合衆国憲法の署名者。
- ウェイン - 大学の所在地。
- パターソン市 - 元大学の所在地。